# Blanco (italiensk sanger)
 For alternative betydninger, se Blanco. (Se også artikler, som begynder med Blanco)
Riccardo Fabbriconi også kendt som Blanco (født 10. februar 2003) er en italiensk sanger, rapper og sangskriver. Han har repræsenteret værtslandet Italien ved Eurovision Song Contest 2022 i Torino sammen med Mahmood med sangen "Brividi" og kom på en 6. plads i finalen.